# Boys with Emotions
Boys with Emotions är en låt skriven av Tony Ferrari, Parker James, Peter Thomas, Philip Bentley, Nicki Adamsson och Felix Sandman, framförd av Felix Sandman.
Låten tävlade med startnummer sju i den första deltävlingen av Melodifestivalen 2020 i Linköping, från vilken den kvalificerade sig till andra chansen. I andra chansen tog den sig till final.
I finalen slutade bidraget på sjunde plats av tolv.

## Listplaceringar
| Lista (2020)                | Topplacering |
| --------------------------- | ------------ |
| Sverige (Sverigetopplistan) | 44           |